# گریگوری ام. گاریبیان
گریگوری ام. قاریبیان (انگلیسی: Gregory M. Garibian; ۱۳ دسامبر ۱۹۲۴ – ۸ ژوئن ۱۹۹۱) یک فیزیک‌دان اهل ارمنستان شوروی که بین سال‌های ۱۹۷۳ تا ۱۹۹۱ آکادمیسین-دبیر دپارتمان فیزیک و ریاضیات فرهنگستان علوم ارمنستان شوروی بود. وی به خاطر توسعه نظریه تابش در حال انتقال (Transition Radiation) و نمایش امکان‌سنجی عملی آشکارساز تابش انتقالی (Transition radiation detector) شناخته شده‌است.

## فعالیت در مؤسسه فیزیک ایروان
- ۱۹۴۸–۱۹۵۱ - پژوهشگر
- ۱۹۵۲–۱۹۵۸ - دبیر علمی
- ۱۹۵۹–۱۹۶۵ - معاون علمی
- ۱۹۶۶–۱۹۹۱ - رئیس آزمایشگاه تعامل ذرات باردار با ماده

## درجه‌ها و نامزدی‌ها
- نامزد علوم فیزیکی و ریاضی (۱۹۵۲)
- دکتر علوم فیزیکی و ریاضی (۱۹۶۱)
- عضو متناظر ارمنستان شوروی (۱۹۶۳)
- اعضای تمام‌وقت فرهنگستان علوم ارمنستان شوروی (۱۹۷۱)
- استاد دانشگاه (۱۹۷۳)
- آکادمیسین-دبیر دپارتمان فیزیک و ریاضیات فرهنگستان علوم ارمنستان شوروی (۱۹۷۳–۱۹۹۱)

## جوایز
- نشان پرچم سرخ کار (۱۹۷۱, ۱۹۸۱)